# Малян Давид Мелкумович
Малян Давид Мелкумович (вірм. Դավիթ Մալյան; 1904—1976) — радянський і вірменський актор, режисер, педагог. Народний артист СРСР (1974).

## Біографія
Народився (04) 17 квітня 1904 року в Закатали (Азербайджан).
В 1922—1923 роках навчався в акторській студії при Домі вірменського мистецтва у Тбілісі. З 1924 року (з перервами) працював в Театрі імені Сундукяна (Єреван). З 1926 року знімався у кіно.
Дядько режисера Генріха Маляна (1925—1988).
Пішов з життя 17 липня 1976 року в Єревані.

## Нагороди
- Заслужений артист Вірменської РСР (1936).
- Народний артист Вірменської РСР (1943).
- Народний артист СРСР (1974).
- Державна премія СРСР (1950, 1952) за театральні роботи.
- Два ордени Трудового Червоного Прапора.

## Фільмографія
- 1926 — Шор і Шоршор (короткометражний) — сатана
- 1935 — Пепо — Какулі
- 1937 — Шість залпів (короткометражний) — офіцер
- 1938 — Зангезур — Макіч
- 1939 — Севанські рибалки — Арам
- 1939 — Гірський марш — Вардан
- 1941 — Кров за кров (короткометражний) — командир танку
- 1941 — Сім'я патріотів (короткометражний) — Левон
- 1943 — Давид-Бек — Шаумян
- 1947 — Анаїт — Грант
- 1950 — Другий караван (не закінчений)
- 1955 — У пошуках адресата — Сурен
- 1955 — Примари покидають вершини — Сатунц
- 1956 — Сердце співає — Маркарян
- 1957 — Кому посміхається життя — Мецатурян
- 1957 — Особисто відомий — Кон
- 1958 — Про що шумить річка — Дарбінян
- 1960 — Народжені жити — Петросян
- 1961 — Дванадцять супутників — Мінасян
- 1964 — Важкий переклад — Давтян
- 1966 — Мисливець із Лалвару — Аваг  [Архівовано 29 березня 2012 у Wayback Machine.]